# Казе Гатоне-Волпи (Фрозиноне)
Казе Гатоне-Волпи је насеље у Италији у округу Фрозиноне, региону Лацио.
Према процени из 2011. у насељу је живело 125 становника. Насеље се налази на надморској висини од 558 м.